# ペール・ラシェーズ墓地

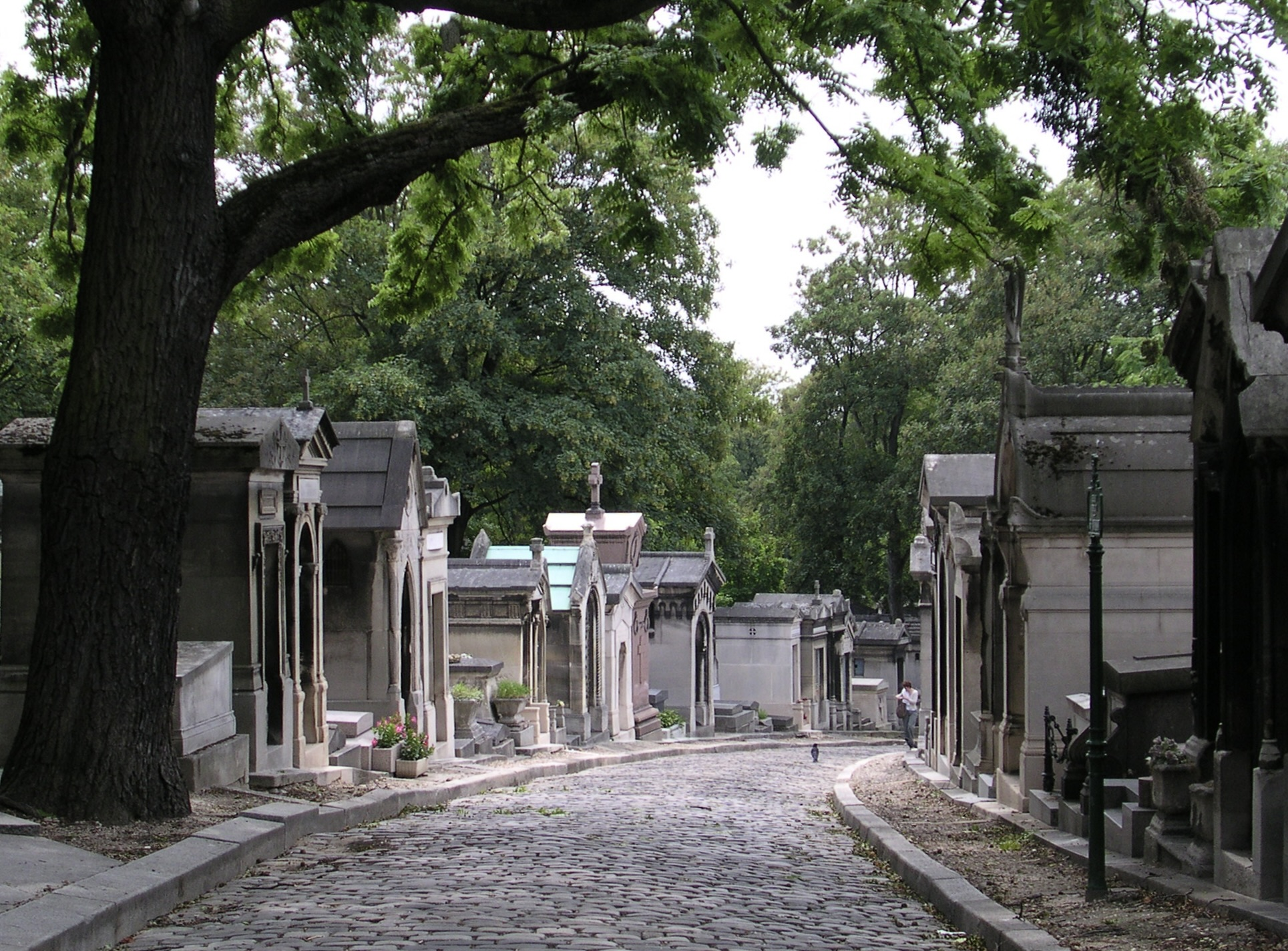
ペール・ラシェーズ墓地の入口

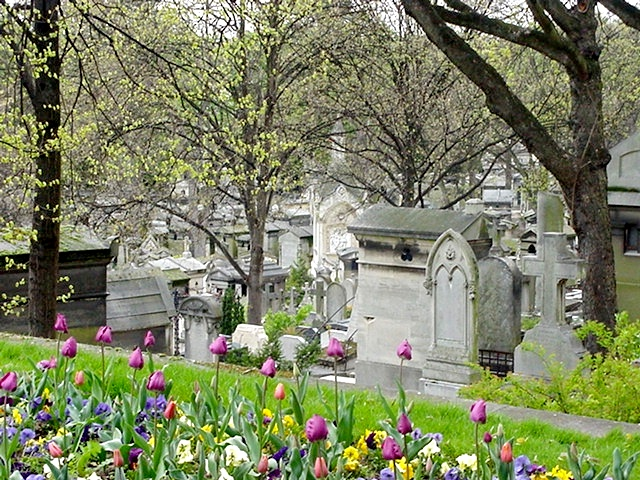
丘の上から墓地を見下ろす

ペール・ラシェーズ墓地（ペール・ラシェーズぼち、Cimetière du Père-Lachaise）は、フランスのパリ東部にある墓地。ショパン、バルザック、ドラクロワ 、ロッシーニ、ヴィンチェンツォ・ベッリーニ、オスカー・ワイルド、モディリアーニ、プルースト、エディット・ピアフ、マリア・カラス等の世界的な著名人の墓が多くあることで知られる。また、『レ・ミゼラブル』の主人公ジャン・ヴァルジャンもここに眠るとされる。
パリ・コミューン最後の戦いが行われた場所である。

## 概要

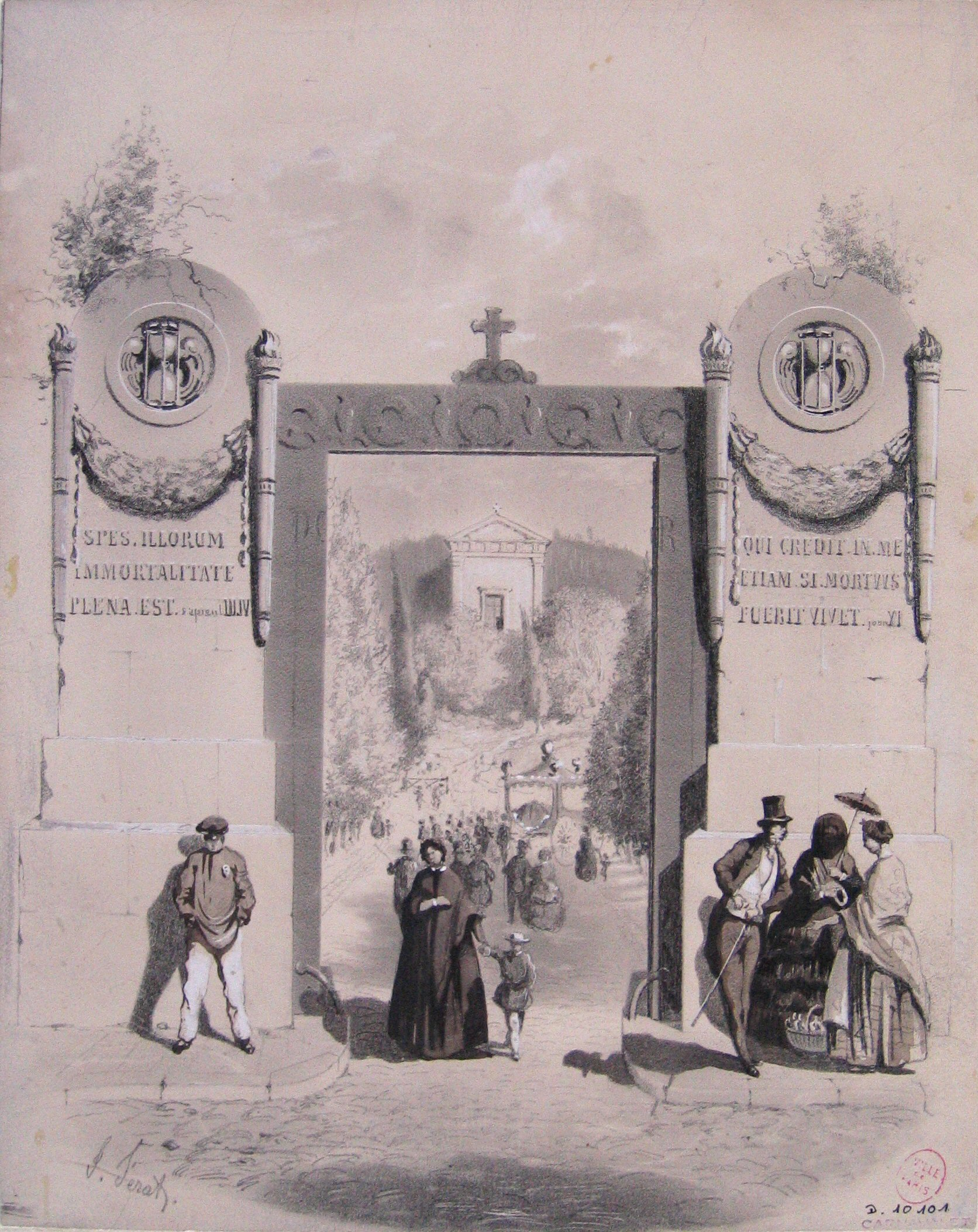
1850年代の門扉（J.フェラ画）

ペール・ラシェーズ墓地の正式名称は、東墓地（cimetière de l'Est ）である。パリ市内最大の墓地であり（44ヘクタール。ただし、パリ郊外にはさらに広大な墓地もある）、パリ東部の20区に位置している。世界で最も有名な墓地の一つであり、過去200年以上に亘り、フランスの文化や歴史に名を残した人々の墓に参るため、年間数十万人以上の人々が訪れる世界で最も訪問者の多い墓地だという人もある。ここには、五つの大きな戦争の記念碑もある。

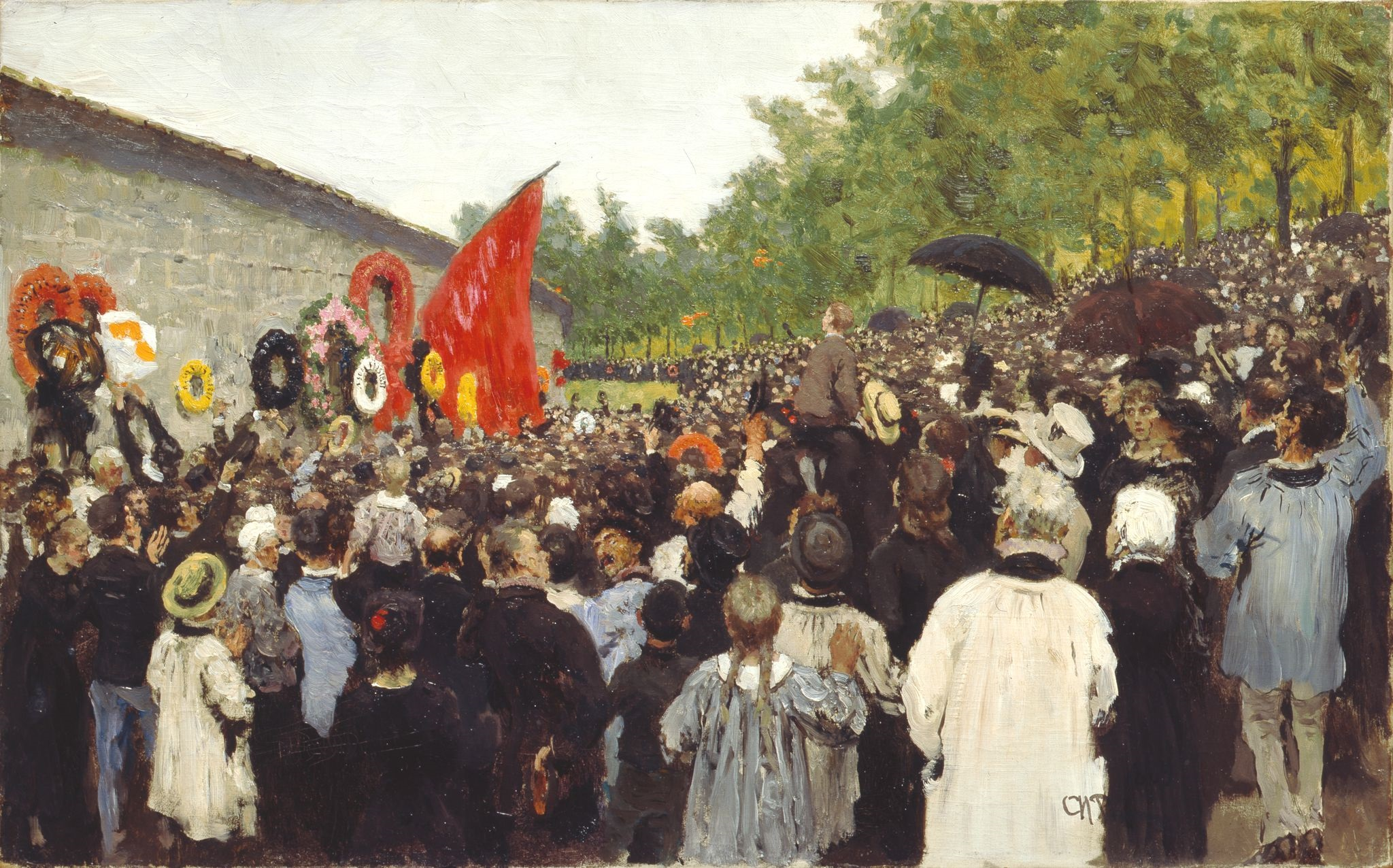
コミューンの壁における年次追悼集会 (イリヤ・レーピン画、1883年)

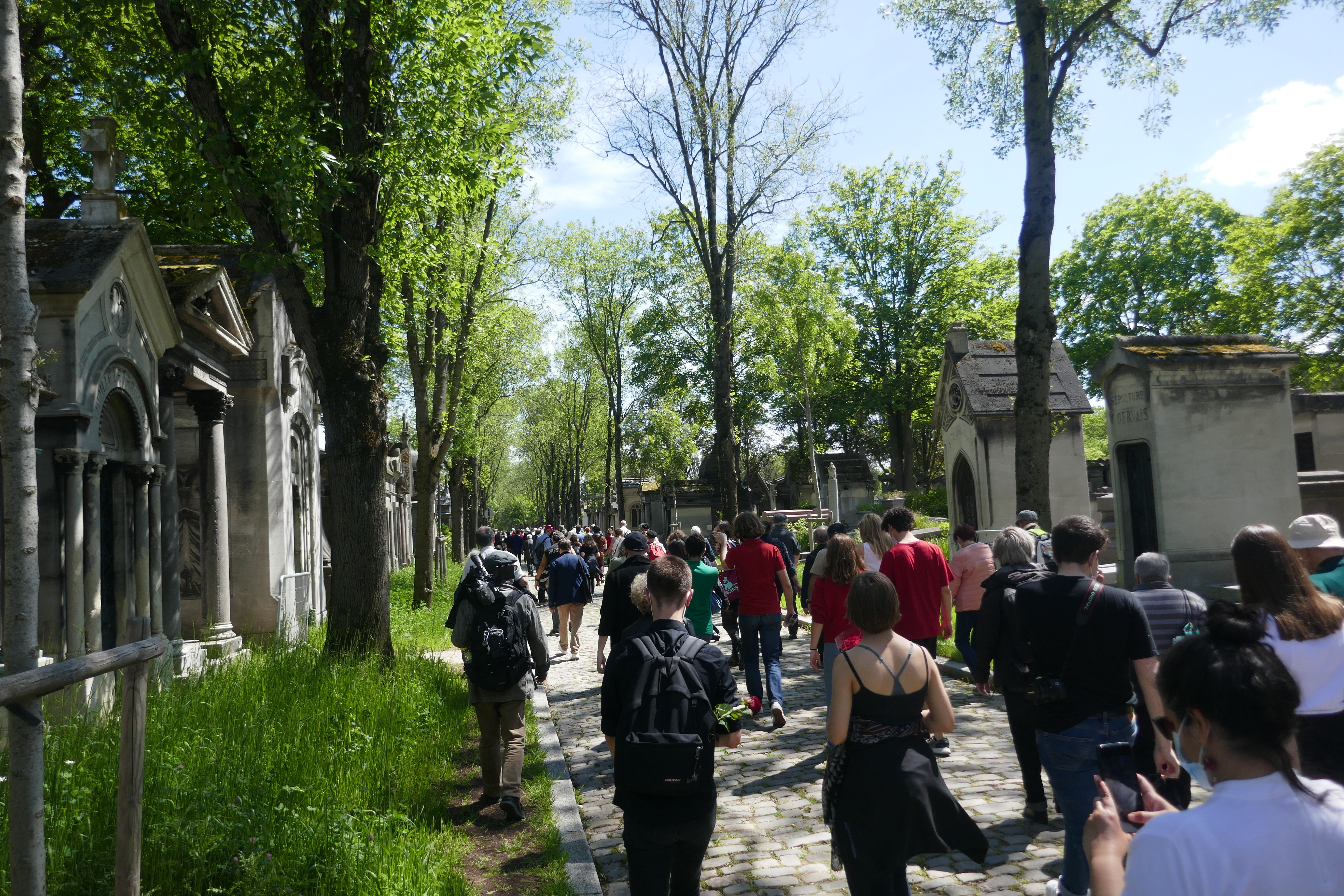
パリ・コミューン150周年イベント (2021年5月29日)

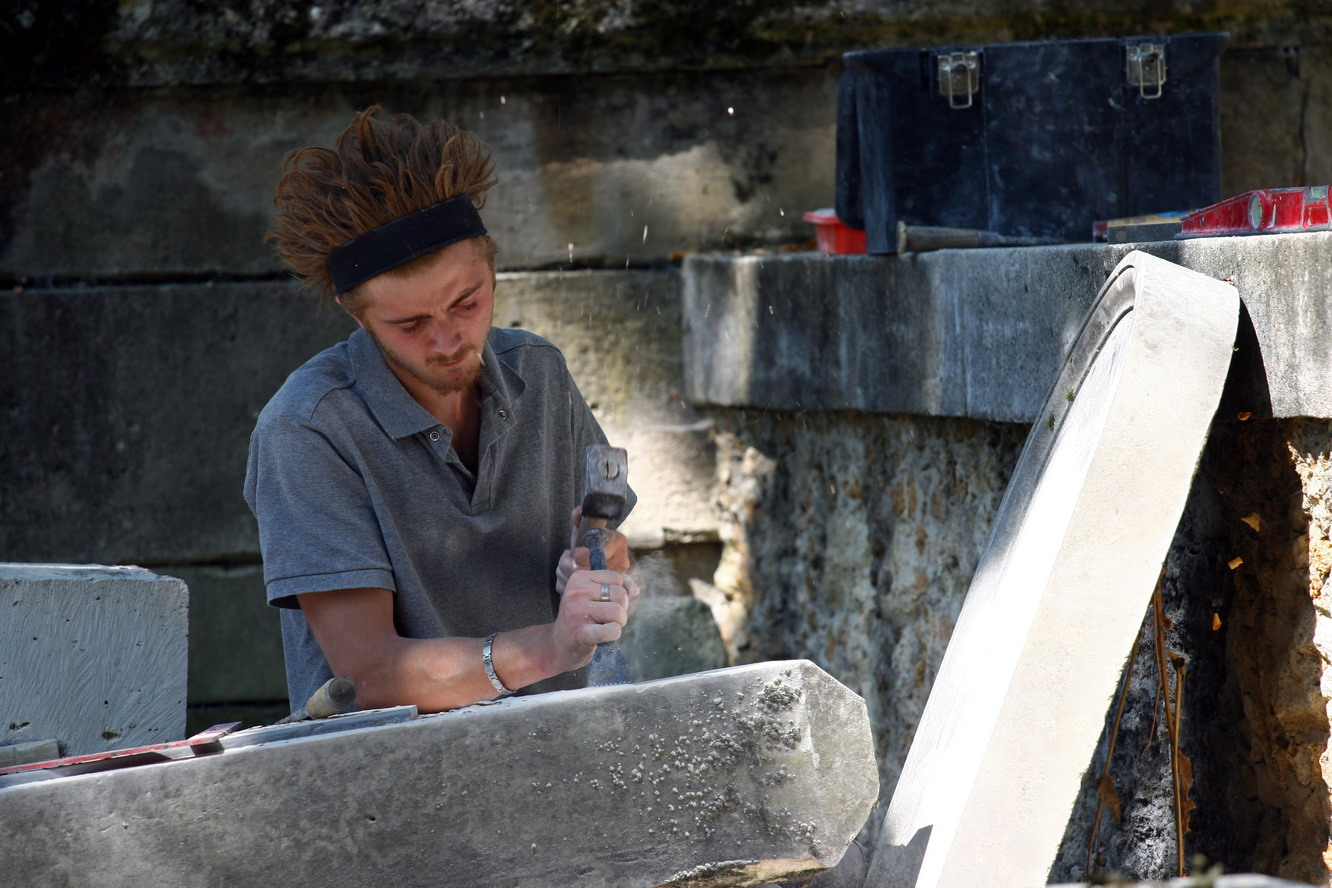
墓碑の彫刻作業 (2009年)

墓地の周辺には花屋も多く、入り口で案内図やポスト・カードも販売している。
ペール・ラシェーズ墓地の庭園墓地のあり方は、19世紀のアメリカ合衆国で庭園墓地の見本とされ、アメリカ人の死生観にも大きな影響を与えることとなった。

## アクセス
ペール・ラシェーズ墓地は、メニルモンタン大通り （Boulevard de Ménilmontant）沿いにあり、最寄り駅は地下鉄のメトロ2号線のフィリップ・オーギュスト駅である。2号線と3号線にペール・ラシェーズ駅があるが、こちらは正面ではなく側面の入り口に至るまでに500m程あり、分りにくい（なお、多くの観光客は3号線のガンベタ駅を利用している。これはオスカー・ワイルドの墓所に近いことと、墓地の入り口までは下り坂で距離が苦にならないという事情もある。）。

## 埋葬されている著名人
- ピエール・アベラール - 哲学者、神学者
- ギヨーム・アポリネール - 詩人、作家、美術評論家
- ドミニク・アングル - 画家
- ジョルジェ・エネスク - 作曲家
- マックス・エルンスト - 画家、彫刻家
- アルジャントゥイユのエロイーズ
- フェルディナン・エロルド - 作曲家
- ヴィルジニア・オルドイーニ - カスティリオーネ伯夫人、ナポレオン3世の公妾
- フェリックス・ガタリ - 精神科医
- マリア・カラス - 歌手
- シャルル・クリストフル - 金細工事業家
- マヌエル・デ・ゴドイ - スペインの政治家
- ゴリオ爺さん- オノレ・ド・バルザックの小説の主人公
- コレット - 作家
- コロー - 画家
- オーギュスト・コント - 哲学者、社会学者
- 佐々木健 - ピアニスト
- エマニュエル＝ジョゼフ・シエイエス - 聖職者、政治家
- パトリス・シェロー - 演出家、映画監督
- シモーヌ・シニョレ - 女優
- エミール＝オーギュスト・シャルティエ - 哲学者
- ジャン＝フランソワ・シャンポリオン - エジプト学者
- レオン・ジュオー -　労働組合活動家、平和運動家
- フレデリック・ショパン - 作曲家
- ジョルジュ・スーラ - 画家
- シドニー・スミス - イギリスの軍人、提督
- ジャック＝ルイ・ダヴィッド - 画家
- エドゥアール・ダラディエ - 政治家
- ゲルダ・タロー - ユダヤ系の女性写真家。有名なロバート・キャパのパートナーで、キャパを有名にした「仕掛け人」、かつ「影の本当の撮影者」。
- イザドラ・ダンカン - 舞踏家
- アドルフ・ティエール - 歴史学者、ジャーナリスト、政治家
- イサーク・ティチング - オランダ東インド会社総督、商館長（カピタン）
- ポール・デュカス - 作曲家
- アルフォンス・ドーデ - 作家
- ウジェーヌ・ドラクロワ - 画家
- ギュスターヴ・ドレ - フランスの画家（版画家、挿絵画家、彫刻家）
- ジネット・ヌヴー - ヴァイオリニスト
- ジェラール・ド・ネルヴァル - 詩人
- 野中元右衛門 - 佐賀藩の薬種商、1867年、パリで死亡した最初の日本人（パリ万博参加のため訪仏）
- ヴィクトール・ノワール - ジャーナリスト
- ジャーヌ・バトリ - 歌手
- オノレ・ド・バルザック - 作家
- ジャン・ヴァルジャン - ヴィクトル・ユーゴーの小説『レ・ミゼラブル』の主人公（名前も記されない墓で鉛筆で書いた墓碑銘がある）
- ポール・バラス - 政治家
- アンリ・バルビュス - 作家
- アレクサンドル・ヴァレフスキ - ナポレオン・ボナパルトの庶子、政治家
- エディット・ピアフ - 歌手
- カミーユ・ピサロ - 画家
- ジョルジュ・ビゼー - 作曲家
- ルイ・フィギエ - 医学者、サイエンスライター
- ジャン・ド・ラ・フォンテーヌ - 詩人
- イグナス・プレイエル - 作曲家、楽譜出版、ピアノ製作
- ルイ・オーギュスト・ブランキ - 革命家、社会主義者
- マルセル・プルースト - 作家
- ジルベール・ベコー - 歌手
- ヴィンチェンツォ・ベッリーニ - 作曲家
- ミシェル・ペトルチアーニ - ジャズピアニスト
- シラノ・ド・ベルジュラック- 剣豪、作家、哲学者、理学者
- サラ・ベルナール - 女優
- ジョルジュ・ペレック - 作家
- カロン・ド・ボーマルシェ - 劇作家
- ウジェーヌ・ポティエ - 詩人、革命家
- ジョルジュ・ティレ＝ボニェ - 画家
- モーリス・メルロー＝ポンティ - 哲学者
- アンドレ・マッセナ - ナポレオン戦争期の元帥
- アンジェロ・マリアーニ - 薬剤師、マリアーニ・ワインの発明者。
- マルセル・マルソー - パントマイム・アーティスト
- ジュール・ミシュレ - 歴史学者
- クレオ・ド・メロード - バレエダンサー
- アメデオ・モディリアーニ - 画家
- モリエール - 作家
- ジム・モリソン - 詩人・ミュージシャン（ドアーズ）
- イヴ・モンタン - 俳優、歌手
- レイモン・ラディゲ - 小説家、詩人
- マリー・ラフォレ - 女優
- エドゥアール・リウー - 画家
- マリー・ローランサン - 画家
- ジョアキーノ・ロッシーニ - 作曲家
- オスカー・ワイルド - イギリスの作家 [3]

## ギャラリー
- フレデリック・ショパン。ショパンを偲ぶ大勢の人々によって、花々が毎日のようにたむけられており、いつもとても綺麗に保たれている。
- エディット・ピアフ。
- シモーヌ・シニョレとイブ・モンタン。
- マリア・カラス
- マリア・カラスの墓のあるコーナー
- ジョルジュ・ビゼー
- ジム・モリソン
- ウジェーヌ・ドラクロワ
- ジョルジュ・スーラ
- マルセル・プルースト
- モリエール
- ジャン・ド・ラ・フォンテーヌ。フランス人は全員、小学生の時にフランス語の授業で彼の寓話詩を数編ほど暗唱する（暗唱させられる）。フランス人なら誰もが知っていて一生忘れない寓話詩の書き手。
- ソフィ・ジェルマン。女性数学者。
- ジョルジュ・キュヴィエ
- 佐々木健。ピアニスト。
- ロッシーニ